# Большая Туранка
Большая Туранка — река в России, протекает по территории Шарьинского района Костромской области и Ветлужского района Нижегородской. Устье реки находится в 8 км по левому берегу реки Туранки. Длина реки составляет 17 км, площадь водосборного бассейна — 90,6 км².

## Данные водного реестра
По данным государственного водного реестра России относится к Верхневолжскому бассейновому округу, водохозяйственный участок реки — Ветлуга от города Ветлуга и до устья, речной подбассейн реки — Волга от впадения Оки до Куйбышевского водохранилища (без бассейна Суры). Речной бассейн реки — (Верхняя) Волга до Куйбышевского водохранилища (без бассейна Оки).
Код объекта в государственном водном реестре — 08010400212110000042512.